# BP Europoort

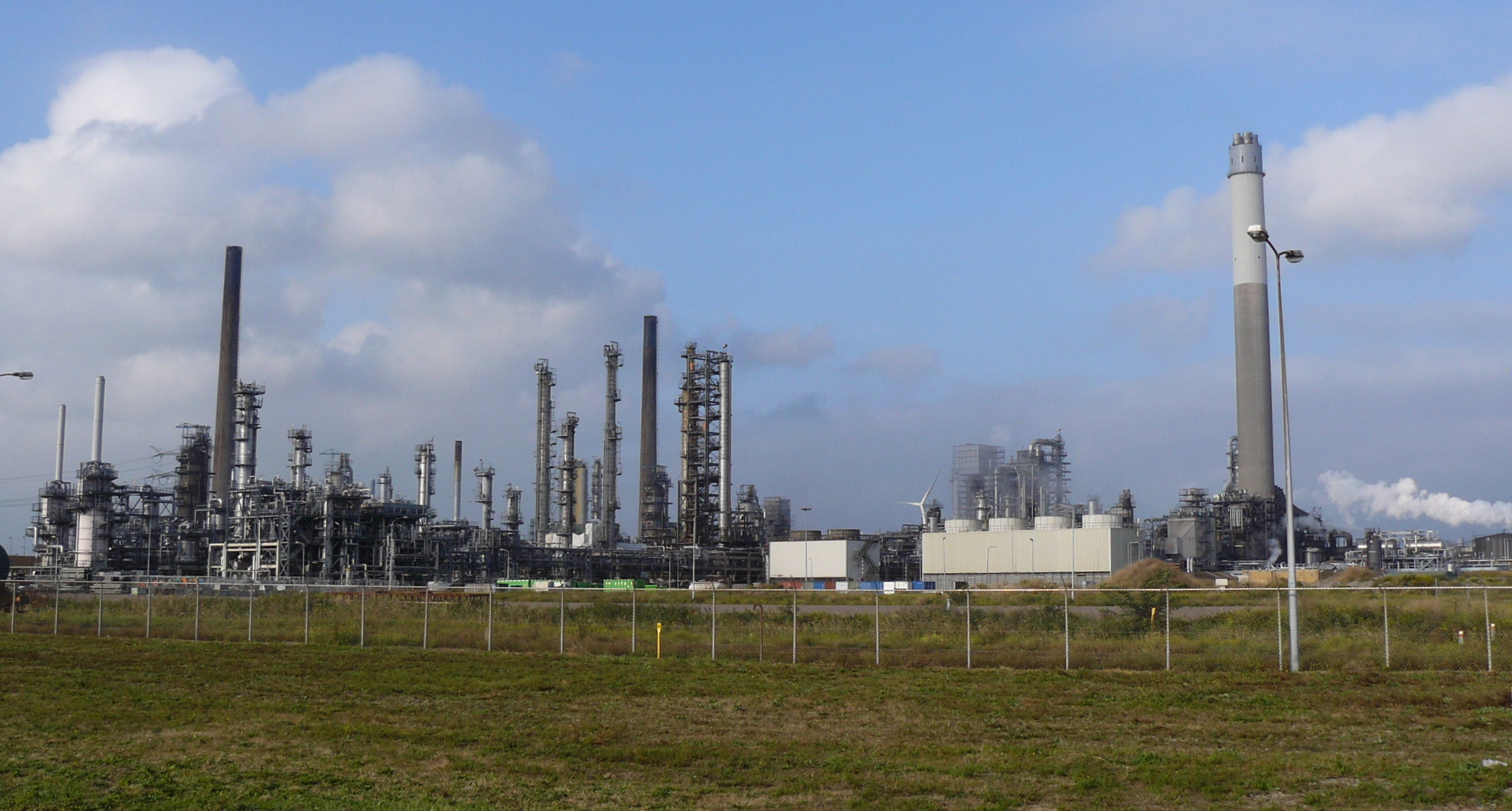
BP Raffinaderij in Rotterdam

 BP Raffinaderij Rotterdam is een van de grootste aardolieraffinaderijen in Europa. Het bedrijf is gevestigd te Europoort.
De raffinaderij heeft diverse eigenaars gekend, zoals Texaco en Nerefco. Nerefco was een joint venture waarin diverse oliemaatschappijen deelnamen en die in 2007 geheel in handen kwam van BP. Later is ook de naam Nerefco (Netherlands Refining Company) ingeruild voor die van BP.

## Geschiedenis
In augustus 1964 werd bekend gemaakt dat BP in Rotterdam een raffinaderij gaat bouwen met een capaciteit van vier miljoen ton ruwe aardolie per jaar. De raffinaderij vergde een investering van ongeveer 200 miljoen gulden. In juni 1965 kwam de eerste 40 hectare land beschikbaar voor de bouw van voorraadtanks en de kade. Medio 1966 begon de bouw van de raffinaderij. De raffinaderij is opgestart in 1967 met de zogeheten Foster Wheeler Unit. 
In 1969 viel het besluit de capaciteit fors te verhogen naar 15 miljoen ton olie. Het belangrijkste onderdeel van dit uitbreidingsproject is een nieuwe destillatiekolom met een jaarlijkse doorzet van circa 10 miljoen ton en verder zijn er extra opslagtanks gebouwd. Eind 1971 werd de uitbreiding afgerond en daarmee was deze locatie de grootste raffinaderij in de wereld van BP. In 1972 volgde de Badger Unit.
In 1981 werd een kraakinstallatie in gebruik genomen en in 1983 volgde een fabriek voor methyl-tert-butylether (MTBE), een basischemicalie voor loodvrije benzine. In 1992 werd onder meer een ontzwavelingsinstallatie en een zwavelterugwininstallatie voor H2S in gebruik genomen.
In 1999 volgde een benzeenextractiefabriek en in 2001 een waterstofterugwininstallatie.

## Activiteiten
De verwerkingscapaciteit van de raffinaderij bedraagt 20.500 kton/jaar (400.000 vat/dag). Ruwe olie wordt hier omgezet in brandstoffen en grondstoffen voor de petrochemische industrie. Het terrein is 390 hectare groot en gelegen aan de Zesde Petroleumhaven. Voor de opslag staat er ongeveer 100 tanks met een totale opslagcapaciteit van 4,3 miljoen m³. Er werken 730 mensen op de locatie en gemiddeld ongeveer 500 via onderaannemers. Er meren jaarlijks 7000 schepen aan.